# Louis Coulon de Villiers
Louis Coulon de Villiers (17 de agosto de 1710-2 de noviembre de 1757) fue un militar franco-canadiense que luchó en la guerra franco-india. Su mayor éxito militar consistió en ser el único que consiguió obligar a George Washington a rendirse en un enfrentamiento.
Gracias a haber nacido en una importante familia francesa ascendió rápidamente en la escala militar tras entrar en la milicia en 1733. Durante la guerra Franco-india fue asignado con el grado de capitán al Fuerte Duquesne.
Fue el asesinato de su hermano Joseph Coulon de Jumonville a manos del jefe Mingo tras la Batalla de Jumonville Glen lo que le llevó a decidirse a atacar a las fuerzas británicas refugidas en Fort Necessity dirigidas por Washington. El ataque se produjo el 3 de julio de 1754, y en menos de un día consiguieron que los británicos capitulasen. Coulon se aprovechó del desconocimiento del idioma francés de Washington para introducir una cláusula en el tratado de paz según la cual se afirmaba que la muerte de su hermano fue un asesinato. Esta firma del tratado, sin ni siquiera haber leído el texto, fue ampliamente usada por los franceses en contra de los británicos.
Coulon murió el 2 de noviembre de 1757 de viruela.
- Datos: Q3261609
- Multimedia: Louis Coulon de Villiers / Q3261609